# Cratere Florensky
Florensky è un cratere lunare intitolato al geologo ed astronomo russo Kirill Pavlovič Florenskij. Si trova sulla faccia nascosta della Luna, al confine nordorientale del più grande cratere Vernadskij. L'orlo del cratere è stato considerevolmente eroso e forma un anello irregolare attorno al fondo, anch'esso irregolare. Il cratere era in precedenza identificato come Vernadskij B, prima che gli fosse assegnato un nome dall'IAU.